# Hugo
Hugo je mužské křestní jméno germánského původu. Vzniklo jako zkrácenina ke staroněmeckým jménům začínajícím na Hug- (např. Hugubert, Hugubald, Huguwin…). Vykládá se jako „duch“, „mysl“. Pochází z pragermánského *hugaz; stejný původ s anglosaským hugi, starohorskoněmeckým hugu, hugi, staronorským hugr.
Domácké podoby tohoto jména jsou Hugoušek, Hugouš, Hugi, Hugan, Hugíček, Hugínek či Hug. Podle českého i slovenského kalendáře má svátek 1. dubna. První dubnový den je rovněž známý jako apríl nebo svátek bláznů, kdy si lidé navzájem provádějí různé žerty a neplechy. 
V neposlední řadě je jméno Hugo oblíbeným psím jménem, v tomto případě slaví svátek 11. března.

## Statistické údaje
Následující tabulka uvádí četnost jména v ČR a pořadí mezi mužskými jmény ve srovnání roků, pro které jsou dostupné údaje MV ČR:
| Rok  | Četnost | Pořadí |
| 1999 | 578     | 200.   |
| 2002 | 554     | 201.   |
| 2006 | 562     | 235.   |
| 2007 | 582     | 234.   |

K 9. květnu 2007 žilo na území České republiky 582 nositelů jména Hugo, což je (po dočasném úbytku) o 4 více než v roce 1999, nelze tedy mluvit o nějakém průkazném trendu.
Ke samotnému jménu Hugo by navíc bylo potřeba připočítat cizojazyčné verze jména a především dvojjmenné entity, které lze používat od r. 2000 a jsou tak v žebříčku uvedeny samostatně (z nich nejčastější 3× Daniel Hugo, 2× Hugo Matěj, 2× Jan Hugo, 2× Jorge Hugo a 2× Vojtěch Hugo).

## Hugo v jiných jazycích
- německy, nizozemsky, švédsky, dánsky, norsky, islandsky, finsky, španělsky, portugalsky, srbsky, chorvatsky,slovinsky: Hugo
- slovensky: Hugo nebo Hugolín
- polsky: Hugo nebo Hugon
- anglicky: Hugo nebo Hugh
- latinsky: Hugo (2. pád Hugonis)
- maďarsky: Hugó
- francouzsky: Hugo, Hugue nebo Hugues
- italsky: Ugo
- litevsky: Hugas
- rusky: Гуго, případně Гугон
- v některých keltských jazycích (např. bretonsky, velšsky apod.): Huw

## Známí nositelé jména
- sv. Hugo z Cluny – opat benediktinského opatství Cluny
- Hugo Baar – malíř
- Hugo Ball – německý spisovatel a básník
- Hugo Martin Montgomery Campbell – britský hudebník
- Hugo Andrian-Belcredi – šlechtic
- Hugo Bergmann – profesor filozofie v Jeruzalémě, první ředitel tamní univerzitní knihovny
- Hugo Bergmann – československý politik
- Hugo Berks – rakouský politik
- Hugo Bezděk – významná sportovní osobnost první poloviny 20. století
- Hugo Boettinger – český malíř, grafik, karikaturista, loutkář a ilustrátor
- Hugh Bonneville – anglický herec
- Hugo Boss – německý výrobce pánské i dámské módy a parfémů
- Hugh Dancy – anglický herec
- Hugo Demartini – český sochař
- Hugo Distler – německý hudební skladatel a varhaník
- Hugo Falcandus – italský historik
- Hugo Feigl – pražský galerista
- Hugo Fuchs – rakousko-uherský právník a politik německé národnosti z Moravy
- Hugo Gernsback – spisovatel a editor science fiction
- Hugh Grant – anglický herec
- Hugo z Grenoblu – francouzský biskup a svatý
- Hugh Griffith – anglický herec
- Hugo Haas – český herec
- Hugo I. ze Champagne – hrabě ze Champagne a Troyes, příslušník templářského řádu, přítel Bernarda z Clairvaux
- Hugo Chávez – venezuelský politik
- Hugh Jackman – australský herec
- Hugo Junkers – německý technik a konstruktér letadel
- Hugo Kapet – třetí západofranský/francouzský král
- Hugo František Königsegg-Rottenfels – katolický kněz
- Hugo Kosterka – český překladatel a nakladatel
- Hugo Laitner – zakladatel kladenského hokeje, fotbalista a tenista
- Hugo Liehm – československý politik německé národnosti
- Hugo Lloris – francouzský fotbalový brankář
- Hugo Meisl – rakouský fotbalový funkcionář
- Hugo Münsterberg – německo-americký filozof a psycholog
- Hugo Pratt – italský kreslíř komiksů
- Hugo Preuß – německý právník, profesor a levicově orientovaný politik židovského původu
- Hugo Rokyta – český kulturní historik, etnograf, heraldik a ochránce památek
- Hugo František Salm – moravský šlechtic, průkopník průmyslu, vědec, milovník umění, sběratel, mecenáš a speleolog
- Hugo Salus – pražský německy píšící spisovatel a básník
- Hugo Sánchez – mexický fotbalista
- Hugo Sáňka – český legionář, středoškolský profesor, překladatel a jazykovědec
- Hugo Schanovsky – rakouský politik z Horních Rakous, starosta Lince
- Hugo Schiff – německý chemik
- Hugo Schmeisser – německý konstruktér pěchotních zbraní
- Hugo Schmölz – německý fotograf
- Hugo Siebenschein – český literární historik, germanista, lexikograf a autor učebnic
- Hugo Simm – československý politik německé národnosti
- Hugo Skala – rakouský inženýr, stavitel a politik
- Hugo Sonnenschein – český, německy píšící básník a anarchista židovského původu
- Hugo Sperrle – německý polní maršál během druhé světové války a letecký důstojník
- Hugo Steiner-Prag – pražský německý židovský grafik a ilustrátor
- Hugo Steinhaus – polský matematik židovského původu
- Hugo Strunz – německý mineralog
- Hugo Toxxx – český raper
- Hugo von Hofmannsthal – rakouský romanopisec, libretista, básník, dramatik a esejista
- Hugo von Schauer – rakousko-uherský, respektive předlitavský státní úředník a politik
- Hugo I. z Vermandois – francouzský princ, syn Jindřicha I. a Anny Kyjevské
- Hugo Weaving – australský herec anglického původu
- Hugo Josef Pitel – český katolický kněz, premonstrát
- Hugo Vavrečka – český politik a národohospodář

## Hugo jako postava vanimovaných filmech
- Hugo a Bobo – krátkometrážní film trojice Macourek–Doubrava–Born
- Hugo z hor – populární český večerníček
- Zlý výrostek Hugo – postava z českého večerníčku Radovanovy radovánky
- Zlobivý strašák Hugo – postava z britského animovaného seriálu Bořek stavitel (v originále se jmenuje spud)